# H-4 Air Base

i8
i11
i13
Die H-4 Air Base (ICAO-Code: OJRW) ist ein Militärflugplatz der Royal Jordanian Air Force (RJAF) und liegt in der Nähe von Ruwaished im Nordosten Jordaniens.

## Geschichte
Der Flugplatz wurde zwischen 1932 und 1934 gebaut, um die Pumpenstation H4 der Kirkuk–Haifa-Pipeline zu unterstützen.
Die RAF nutzte den Flugplatz während des Zweiten Weltkrieges als Operationsbasis gegen irakische Rebellen im Anglo-Irakischen Krieg.
Zwischen November 2014 und April 2015 stationierten die USA Reaper-Drohnen auf der Basis